# Ghesquierellana phialusalis
Ghesquierellana phialusalis là một loài bướm đêm trong họ Crambidae.